# Ercole Bazzicaluva
 (4 mars 2024).
Ercole Bazzicaluva ou (Bezzicaluva ou Bazzicaluve), né à Pise et mort à Florence, est un peintre et graveur italien du XVIIe siècle.

## Biographie
Né à Pise, il étudie à l'académie de Giulio Parigi. Il est actif à Florence dès la première moitié du XVIIe siècle. Dédiant sa série de "pays peu nombreux et faux" au Grand Duc de Toscane le 24 octobre 1638, Ercole Bazzicaluva se déclare être originaire "de Pise"; mais ensuite, dans les marges du premier de quelques épisodes militaires de 1641, il est appelé "Florentin" (peut-être en raison du fait que Pise a fait partie, pendant plus d'un siècle, de l'État de Florence). Quant à son année de naissance, personne n'a jamais réussi à l'établir exactement, et nous ne pouvons pas accepter, même comme approximative, la date de 1600 proposée par De Boni, parce qu'en 1638 il a présenté ses gravures au Grand Duc Ferdinand II de Toscane. Il les définit comme des "jeunes prémices", qui "comme les fruits non mûrs attendent de mûrir" : ce qu'il n'aurait certainement pas dit s'il avait déjà 38 ans. Il est plus probable qu'il soit né vers 1610, c'est-à-dire presque en même temps que Della Bella, avec qui il partage l'école et dans un certain sens le style.
Il signe ses œuvres Bazzicaluva (même avec un seul z) ou Bezzicaluve; mais ce nom de famille, déjà pris comme surnom, dans sa famille était assez récent, car ses ancêtres s'appelaient "Fregoni", comme on peut le déduire d'un document daté de 1599, dans lequel on trouve un "Alessandro Fregoni aliter Bezzica l'Uve".
En 1641, c'est-à-dire trois ans après les "quelques et faux pays" que Ercole Bazzicaluva avait dédiés au Grand Duc, en lui souhaitant de posséder "tant de mondes réels qu'Anaxagore ne pourrait même pas imaginer", fut publié le poème tragico-héroïque Le pazzie de'savi, ou plutôt le Lambertaccio de Bartolomeo Bocchini, avec 13 petites illustrations exécutées par Bazzicaluva qui faisaient écho au même fracas des armes dans lequel il aimait vivre la plupart de ses jours. 
En plus d'être graveur, Ercole Bazzicaluva était aussi maître de campagne du Grand Duc, chambellan de la cour à Innsbruck, châtelain de la forteresse de Livourne et gouverneur de celle de Sienne.
Les quatre épisodes militaires de 1641 sont représentés avec précision : deux charges de cavalerie, un combat naval, une marche de cavalerie, et parmi les premiers "faux pays", on trouve même une poursuite de chevaux en fuite et une attaque de brigands.
Ercole Bazzicaluva gagne les éloges d'un autre homme puissant de son temps, Alessandro Visconti, qui, par tradition familiale et inclination personnelle, aimait la chasse, et il lui a dédié une série de "chasses" : le Départ, le Retour, la Chasse au sanglier, la Rivière navigable, la Halte, ainsi que la Nomination, un Paysage dans un cadre rond et une Étrange Entrée au Monastère.
Élève de Girolamo Parigi, il devint châtelain du château de Livourne. Bartsch décrit sept de ses gravures, et Franz Brulliot (en) d'autres. Parmi ses œuvres, on peut citer une Procession triomphale et douze paysages. Il est décrit comme un adepte du style de Stefano della Bella et de Jacques Callot. Il a peint une toile pour l'église des Santi Stefano e Niccolao à Pescia.